# 24: Играта
24: Играта е създадена на база сериала „24“. Тя пресъздава събитията между сезон 2 и 3, след атентата срещу Дейвид Пламър и доразвива цялата конспирация заложена във втория сезон на шоуто. Актьорите от сериала озвучават и персонажите си тук.